# Cyril Bessy
Pour les articles homonymes, voir Bessy (homonymie).
Cyril Bessy, né le 29 mai 1986 à Villefranche-sur-Saône dans le Rhône, est un coureur cycliste français.

## Biographie
C'est au football, et plus particulièrement au sein du club de Denicé, que Cyril Bessy a commencé le sport.
Membre du CR4C Roanne dans les rangs amateurs, Cyril Bessy est sélectionné à plusieurs reprises en équipes de France espoirs en 2008, lors d'épreuves de la Coupe des Nations (Grand Prix du Portugal, Giro delle Regioni, Tour de l'Avenir, Grand Prix Guillaume Tell), au Tour de Thuringe. Lors des championnats du monde de 2008 à Varèse en Italie, il est sélectionné en tant que remplaçant pour le contre-la-montre espoirs.
Cyril Bessy commence sa carrière professionnelle en 2009 dans l'équipe Besson Chaussures-Sojasun. Il remporte sa première course professionnelle le 20 mars 2009 en gagnant la Classic Loire-Atlantique. Peu après, il termine sixième du GP Llodio en Espagne.
Non-conservé par Cofidis, il arrête sa carrière à la fin de la saison 2013.

## Palmarès
- 2005
  - 3e du Grand Prix de Puy-l'Évêque
- 2006
  - Critérium de Briennon
  - Grand Prix de Chardonnay
  - 3e du Prix de La Charité-sur-Loire
- 2007
  - Tour de la Creuse :
    - Classement général
    - Prologue (contre-la-montre par équipes)

  - Critérium de Briennon
  - 2e du Tour des cantons de Mareuil et Verteillac
  - 3e de Chambord-Vailly
- 2008
  - Chambord-Vailly
  - Tour des cantons de Mareuil et Verteillac :
    - Classement général
    - 3e et 4e étapes

  - 1re étape du Tour des Pays de Savoie
  - 2e du Grand Prix de la ville de Nogent-sur-Oise
  - 3e du Grand Prix Mathias Piston
  - 3e du championnat de France du contre-la-montre espoirs
- 2009
  - Classic Loire-Atlantique
  - Prologue du Tour Alsace (contre-la-montre par équipes)
- 2010
  - Prologue (contre-la-montre par équipes) et 1re étape du Tour Alsace
  - 3e de Paris-Troyes
- 2012
  - 2e de Paris-Camembert

## Résultats sur les grands tours

### Tour d'Espagne
- 2013 : abandon (14e étape)

## Classements mondiaux
| Année           | 2008  | 2009 | 2010 | 2011  | 2012 |
| --------------- | ----- | ---- | ---- | ----- | ---- |
| UCI Europe Tour | 1289e | 414e | 345e | 1262e | 273e |